# Дилеми Леніна
«Дилеми Леніна: тероризм, війна, імперія, кохання, революція» (англ. The Dilemmas of Lenin: Terrorism, War, Empire, Love, Revolution) ― книга, написана у 2017 році троцькістським активістом Таріком Алі, присвячена життю російського більшовицького революціонера Володимира Леніна.

## Синопсис
Тарік Алі подає біографію Володимира Леніна з троцькістської перспективи. На початку книги Алі описує історичне пригнічення російського робітничого класу та селянства в умовах автократичного царського режиму, консервативної Російської православної церкви та панівних класів. Марксизм і соціалізм мали потужну привабливість для російських дисидентів, знедолених і революціонерів. Провідні течії російської соціалістичної думки проявлялись у формі анархізму такими постатями як Михайло Бакунін і Петро Кропоткін, християнства в дусі Толстого, російського лібералізму та марксистської філософії Георгія Плеханова. Алі розширює цю картину Росії до міжнародного масштабу, підкреслюючи всесвітню привабливість соціалізму й марксизму того періоду, наводячи приклади популярності соціалістичних ідей у США в особі Юджина Дебса й Емми Ґольдман.

## Сприйняття
Денієл Бір із «Ґардіану» дав книзі змішану оцінку: він похвалив Алі за співчутливий портрет Леніна в контексті політичного клімату царської Росії, але водночас розкритикував його за небажання критикувати багато авторитарних і неетичних дій Леніна під час Громадянської війни та на посаді керівника Радянського Союзу. Своєю чергою, Шейла Мак-Ґреґор із «Сошаліст рив'ю» дала книзі позитивну оцінку, хоча зазначила, що їй властива певна тематична непослідовність.
Джей-Пі О'Меллі з «Американ консерватив» визнав деякі аспекти роботи Алі цікавими, але загалом назвав її «розпорошеною», оскільки Алі «вставляє банальні марксистські гасла, коли в нього закінчуються ідеї». Він також зазначив: «Як переконаний ленініст, Алі дивиться на світ крізь одновимірну, чорно-білу призму: є правильне і неправильне, і єдина істина — це марксизм. Тут мало нюансів, а ідеологічних опонентів Алі, схоже, вважає зрадниками, лицемірами й філістерами».